# Walkmühle (Nuthe-Urstromtal)
Walkmühle ist ein Wohnplatz der Gemeinde Nuthe-Urstromtal im Landkreis Teltow-Fläming in Brandenburg.

## Geografische Lage
Der Wohnplatz liegt rund 700 Meter südwestlich des Ortsteils Woltersdorf. Südöstlich liegt der weitere Wohnplatz Bleiche, östlich fließt das Steinerfließ von Südosten kommend in nordwestlicher Richtung vorbei.  Im Westen grenzt die Gemarkung der Stadt Luckenwalde an.

## Geschichte
Der Tuchmacher Christian Jänichen aus Luckenwalde errichtete Anfang des 18. Jahrhunderts vor den Toren der Stadt eine Walkmühle. Diese erschien im Jahr 1745 als zu Luckenwalde gehörig und wurde 1801 als Tuchwalkmühle bezeichnet. Luckenwalde war zu dieser Zeit eine Hochburg der Stoffproduktion. Die Textilien wurden in der Walkmühle weiterverarbeitet und auf den in der Nähe gelegenen Wiesenflächen der Bleiche der Sonne ausgesetzt. Das zuvor oberschlächtige Wasserrad wurde nach 1836 in ein unterschlächtiges Rad umgebaut. Die Mühle wurde 1858 mit Dampf und Wasser betrieben. In dieser Zeit lebten in der Bleiche und der Mühle im Jahr 1837 insgesamt 68 Personen; 1871 waren es sieben Personen in der Mühle. Ihre Anzahl sank auf sechs Personen im Jahr 1895 und stieg auf 13 Personen im Jahr 1905 an. Im Jahr 1925 lebten in Walkmühle 14 Personen. Der Mühlenbesitzer Hermann Gadischke errichtete im 20. Jahrhundert einen Gasthof und ließ sich das Recht eintragen, das Steinerfließ aufzustauen und dort zu fischen. Wenig später wurde ihm außerdem die Genehmigung erteilt, eine Turbinenanlage einzubauen.
Nach dem Zweiten Weltkrieg diente das Gebäude für eine kurze Zeit als Lazarett, später als Kinderferienlager. Im Jahr 2023 wird das Gebäude von einem Umfeld- und Gesundheitszentrum genutzt.